# زدياني
زدیانی، (بالإنجليزية: Zeddiani)‏، هي بلدية، في مقاطعة أوريستانو، في إقليم سردينيا الإيطالي، وتقع على بعد حوالي 100 كيلومتر (62 ميل) شمال غرب كالياري، وحوالي 9 كيلومترات (6 ميل) شمال أوريستانو. اعتبارا من 31 ديسمبر 2004 ، كان عدد سكانها 1,154 وتبلغ مساحتها 11.9 كيلومتر مربع (4.6 ميل مربع).

## السكان
في سنة 1861 بلغ عدد السكان 710 نسمة، وتطور العدد ليصل في سنة 2011 لـ 1٬158 نسمة.
يظهر هذا المخطط البياني تطور النمو السكاني لـ زدياني